# Morro Jable
Morro Jable, appelée parfois Morro del Jable ou Morro Jable – Jandía, est la station balnéaire la plus méridionale de l'île de Fuerteventura dans les îles Canaries. Elle est située dans la commune de Pájara.

## Situation
Avec Corralejo au nord de l'île, Morro Jable est le plus important centre de tourisme de Fuerteventura.
La station fait partie de la commune de Pájara et se trouve au sud de la péninsule de Jandía qui comprend le parc naturel de Jandía. Puerto del Rosario, la capitale de l'île, se trouve à 90 kilomètres et l'aéroport est distant de 85 kilomètres.
La station balnéaire de Costa Calma se situe à une vingtaine de kilomètres à l'est.

## Description
Morro Jable est un port de pêche qui a gardé son activité malgré une expansion importante du tourisme.
L'importante station balnéaire est surtout fréquentée par les Allemands mais aussi par de nombreux autres touristes européens. On comptait 7841 habitants au 1er janvier 2011.
Morro Jable possède des infrastructures modernes nécessaires au tourisme principalement le long de l' Avenida del Saladar ainsi que dans le quartier du port (appartements, hôtels, restaurants, commerces, centres commerciaux, marché). Des bougainvilliers agrémentent l' Avenida Tomas Grau Gurrea, agréable promenade qui longe la plage de Sotovento.
Une liaison maritime est assurée avec Las Palmas de Gran Canaria.

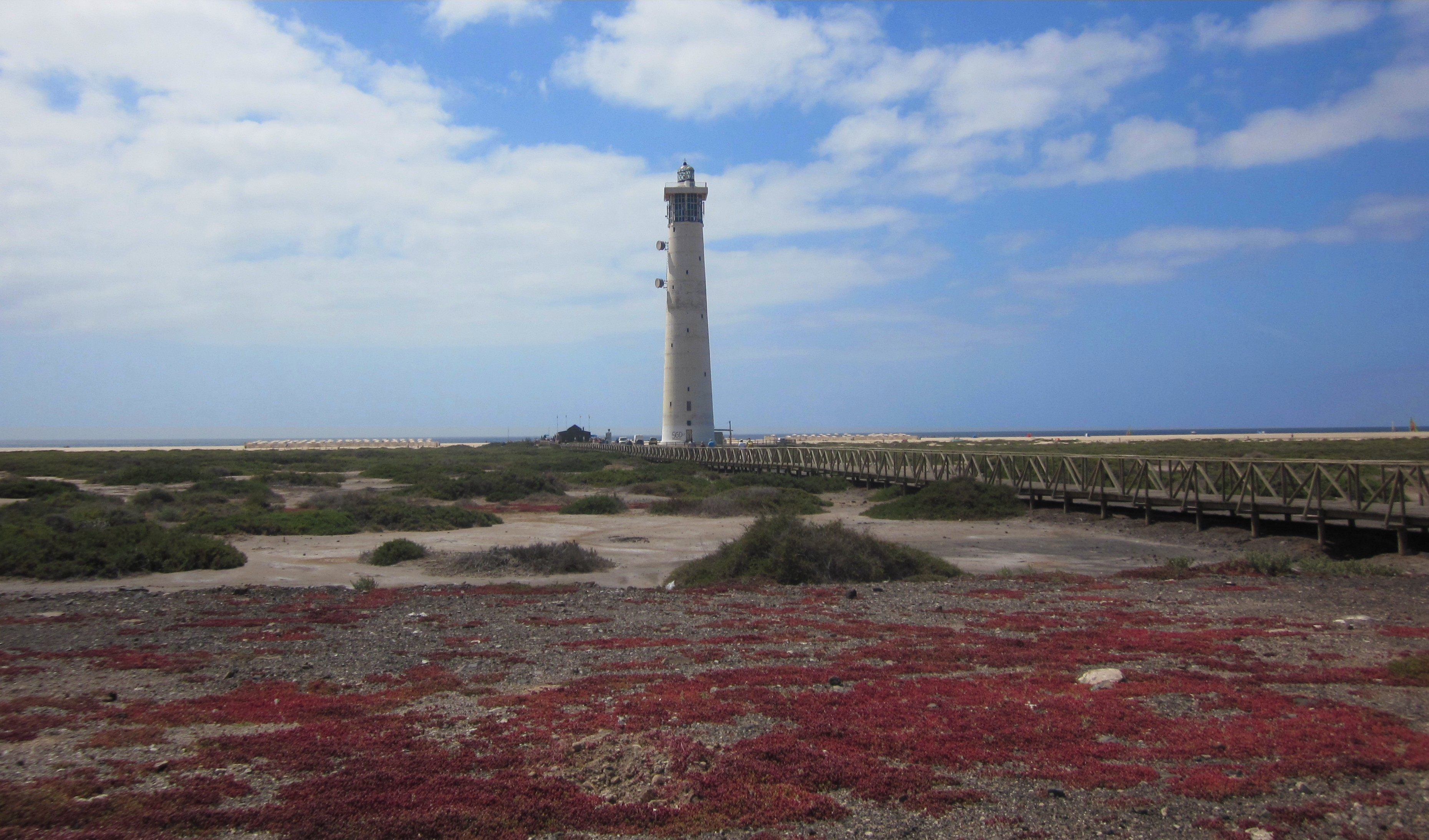
Le phare de Morro Jable